# Diòcesi de San Cristóbal de La Laguna
La Diòcesi de San Cristóbal de La Laguna (també coneguda com a Diócesis Nivariense o Diócesis de Tenerife) és una diòcesi de l'Església Catòlica Apostòlica Romana que cobreix la província de Santa Cruz de Tenerife (en les Illes Canàries, Espanya), abastant les illes de Tenerife, La Palma, La Gomera i El Hierro. És sufragània de l'arxidiòcesi de Sevilla. La patrona de la diòcesi és la Mare de Déu dels Remeis. Els compatrones de la diòcesi són: sant Ferran III de Castella i santa Elisabet de Portugal. La patrona de les Illes Canàries és la Verge de Candelaria (el seu santuari també es troba en aquesta diòcesi). La seu de la diòcesi està en San Cristóbal de La Laguna (Tenerife).

## Història

### Missions evangelitzadores
L'arribada del cristianisme a les illes occidentals de les Canàries va tenir lloc (com a les illes orientals) abans de la conquesta total de l'arxipèlag i la seva incorporació a la Corona de Castella que va tenir lloc el 1496 amb la conquesta de l'illa de Tenerife. La cristianització bàsicament va estar motivada com a preparació per a la posterior conquesta.
D'aquesta tasca es van ocupar els frares missioners normands i després catalans i mallorquins (sobretot franciscans i dominics) que es van assentar primer a les illes orientals on fins i tot van fundar bisbats i des d'on van començar a evangelitzar les occidentals. Aquests, (igual que passarà més tard a Amèrica) acompanyaven els conqueridors en la seva missió de convertir i catequitzar els aborígens canaris (Guanxes), que igual que altres pobles antics tenien la seva pròpia religió. Aquesta era essencialment de tipus animista (consideraven sagrats certs fenòmens naturals), però també politeista, ja que tenien una gran quantitat de déus. Potser en aquest sentit, destaca la cristianització empresa entre els guants pel frare i missioner Fra Alfonso de Bolaños, sobrenomenat el «Apòstol de Tenerife», aproximadament 30 anys abans de la conquesta de la mateixa.
Després de la conquesta aquests cultes serien erradicats o sincretizados, i substituïts per la religió catòlica. La presència d'elements cristians a les illes occidentals de les Canàries en aquesta època anterior a la conquesta és un fet palpable, exemple d'això és la presència en dues d'aquestes illes d'imatges marianes que aconseguirien gran notorietat a tot el conjunt de l'arxipèlag: La Verge de Candelaria a Tenerife (patrona de les Illes Canàries) i la Verge de les Neus (patrona de La Palma). Quan va tenir lloc la conquesta d'aquestes illes (i per tant la conquesta definitiva de l'arxipèlag) els conqueridors van observar amb certa sorpresa com els aborígens de les dues illes ja veneraven a la Mare de Déu a través d'aquestes dues advocacions. Es creu que aquestes imatges haurien estat portades a aquestes illes per missioners mallorquins o catalans un segle abans, sent venerades pels aborígens des de llavors.
Recentment a Tenerife va ser trobada una creu cristiana gravada a la roca i orientada al sol, en un jaciment guanche al municipi de Buenavista del Norte. Aquest símbol va ser trobat en un megàlit utilitzat per rituals de fecunditat i com a calendari solar. Aquesta troballa posa en relleu el suposat coneixement que els aborígens tenien del cristianisme.

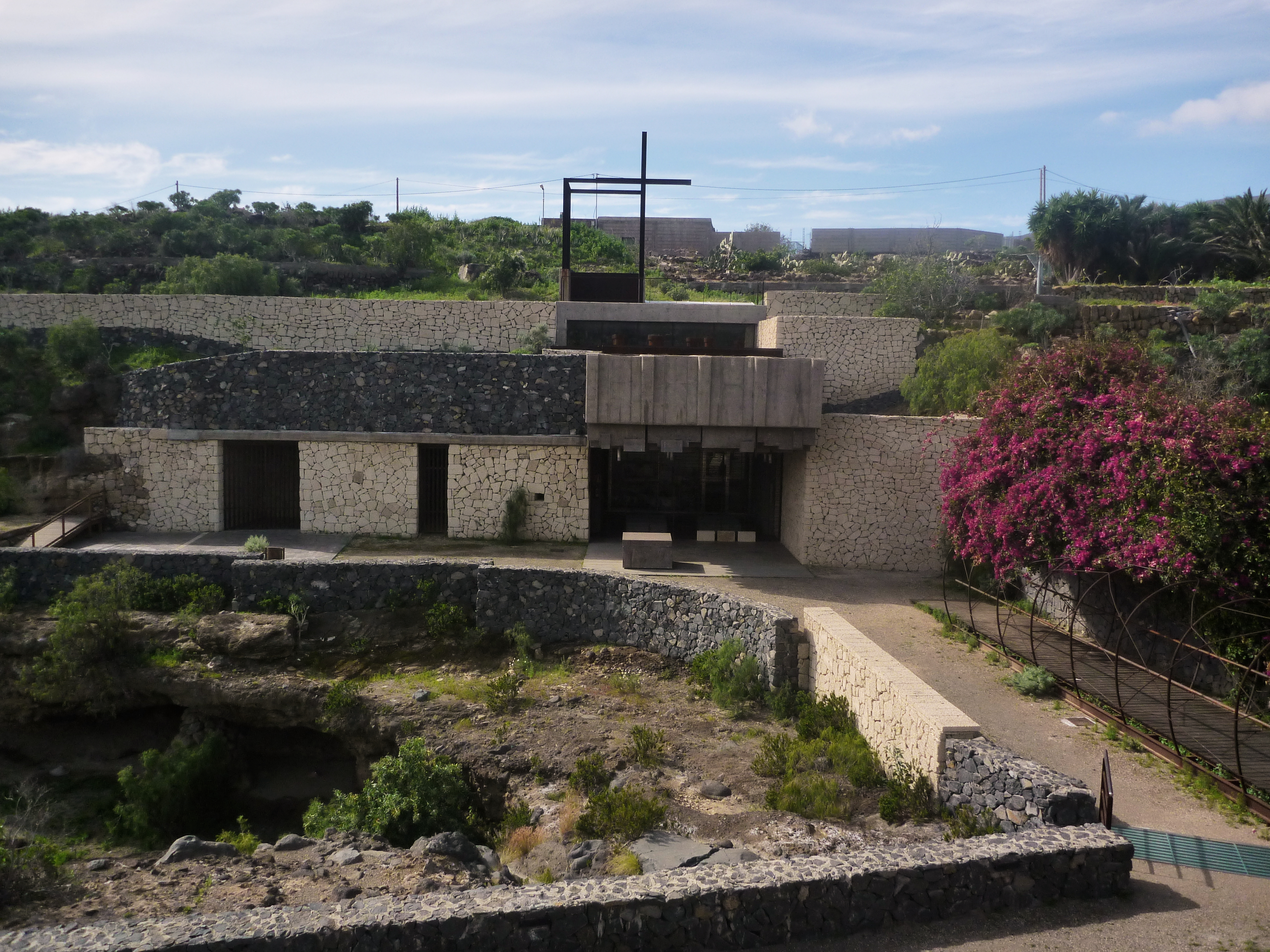
La Cova de Chinguaro a Tenerife va ser el primer lloc on els aborígens guanxes van venerar a la Verge de Candelaria.

### Després de la conquesta
Els orígens de crear una diòcesi amb seu a Tenerife té el seu inici des de poc després de la conquesta de Canàries, ja que va ser el mateix Alonso Fernández de Lugo (conqueridor de Tenerife) qui en 1513 va demanar a la Cort que s'erigís una nova diòcesi a l'illa de Tenerife. No obstant això aquesta idea no va prosperar.
Però prèviament Alonso Fernández de Lugo havia intentat traslladar la seu diocesana de les Illes Canàries de Las Palmas de Gran Canària a San Cristóbal de La Laguna. Poc temps després després de la conquesta de Canàries, Tenerife es va convertir ràpidament en l'illa més poblada de l'arxipèlag i San Cristóbal de La Laguna en el nucli urbà més important de Canàries. Fernández de Lugo, que havia rebut el títol de «Primer Avançat de les Illes Canàries» per part dels Reis d'Espanya desitjava doncs, elevar el rang eclesiàstic de la Vila de Sant Cristóbal de La Laguna, ciutat per ell fundada i on se situava la seva residència.
En aquell moment, estava encara recent el trasllat de la seu episcopal a la ciutat de Las Palmas, seu que inicialment es trobava a San Marcial del Rubicón al sud de l'illa de Lanzarote (per haver estat aquesta la primera illa conquistada). No obstant això la idea del trasllat de la seu episcopal a La Laguna no va prosperar. Els motius de la negativa es van basar bàsicament en el fet que ja s'havia començat a construir i ampliar la nova Catedral de Santa Anna a Las Palmas i l'oligarquia de Gran Canària desitjava tenir certa estabilitat i independència de les autoritats governants de les Illes Canàries que tenien la seva seu a La Laguna.
Poc després, es va intentar compartir la seu diocesana entre Las Palmas i La Laguna però tampoc va prosperar aquesta idea. En 1515 el llavors únic ajuntament de Tenerife (amb Fernández de Lugo al capdavant) va aprofitar l'acte de fundació de l'església de Nostra Senyora dels Remeis (actual Catedral de La Laguna) per reiterar a la Cort la necessitat de residència a Tenerife de part dels membres del capítol catedralici de Canàries, que tenien la seva seu a Las Palmas de Gran Canària. El Capítol va dirigir el 22 juliol 1515 a la reina Joana I de Castella un escrit entre els capítols demandava la divisió del Cor Catedral entre Las Palmas i San Cristóbal de La Laguna. El 19 novembre 1517 l'ajuntament va tornar a remetre a la Cort un escrit en similars termes on es ratificaven en la decisió anterior, el qual no va aconseguir cap resposta positiva. Posteriorment, les peticions de creació d'una diòcesi estableix que la seva jurisdicció havia d'abastar les illes occidentals de les Canàries.

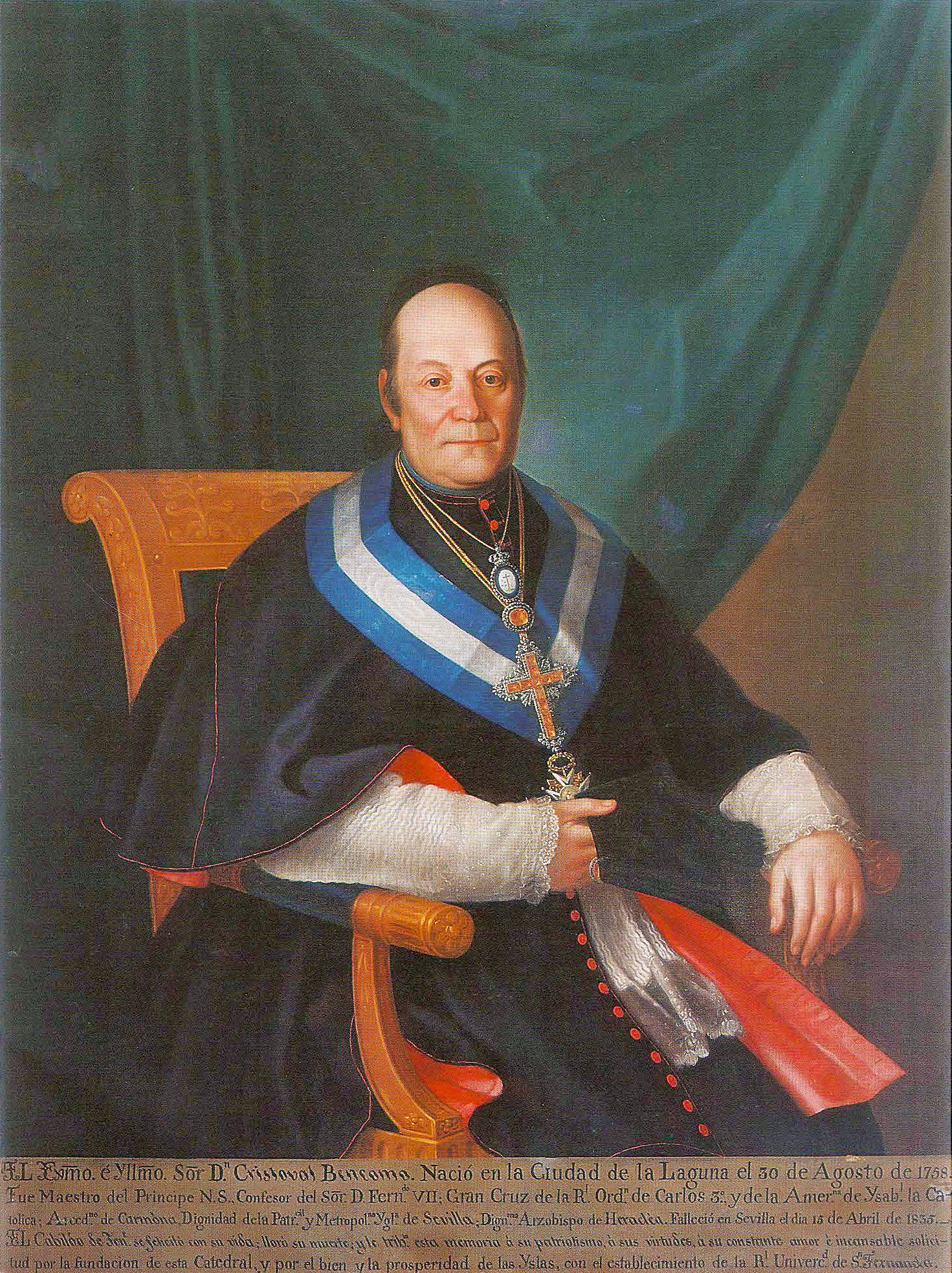
Don Cristóbal Bencomo y Rodríguez. Confessor del Rei Ferran VII d'Espanya i arquebisbe titular d'Heraclea. Va ser el gran impulsor de la creació de la diòcesi de Sant Cristóbal de La Laguna.

En els segles XVI, XVII i XVIII hi haurà un gran auge de la vida contemplativa i religiosa. És en aquesta època quan neixen a Tenerife els dos sants canaris: Pere de Sant Josep Betancur i José de Anchieta. Els quines són considerats dos dels més grans missioners que han existit en el continent americà. El primer va néixer a Vilaflor al sud de l'illa, va ser missioner a Guatemala i fundador de l'Orde dels Germans de Betlem (el primer orde religiós nascuda al continent americà). El segon nascut a San Cristóbal de La Laguna va ser missioner a Brasil, i va ser el fundador de São Paulo i un dels fundadors de Rio de Janeiro. Una altra personalitat religiosa destacada nascuda també en aquesta època és la religosa amb fama de santa Sor María de León Bello y Delgado (La Siervita), nascuda a Sauzal i el cos roman incorrupte. Tots aquests elements (entre d'altres) van configurar la necessitat de la creació una diòcesi a les illes occidentals.
En 1783 es va tornar a demanar l'erecció d'una diòcesi a La Laguna, que va ser pres amb gran recel per part dels membres del capítol catedralici i el bisbe, impedint les institucions eclesiàstiques amb seu a Gran Canària. Finalment es va decidir nomenar un bisbe auxiliar a Tenerife, Vicente Román Linares, prelat de Dansara (Palestina). No obstant això, l'oligarquia Tenerife no va estar dehacuerdo i va ser un nomenament transitori.

### Creació de la diòcesi
En 1818, el clergat i les autoritats de Tenerife sol·liciten de nou la creació de la diòcesi a la Santa Seu (en aquesta ocasió amb suport del Rei Ferran VII d'Espanya) en un document anomenat Instrucció de la Cambra de Castella, tenint resposta favorable del Papa. El 1 febrer 1819 una butlla papal aprovava la divisió del diòcesi de Canàries en dues diòcesis. Finalment, entre febrer i desembre de 1819 es crea aquesta diòcesi, ja que anteriorment la diòcesi de Canàries era la que administrava tot l'Arxipèlag. En aquesta comesa va tenir un paper important el prevere vulgar Cristóbal Bencomo y Rodríguez, confessor del Rei Ferran VII i arquebisbe titular d'Heraclea.
Com a conseqüència del Concordat de 1851 es declara seu vacant després del trasllat del bisbe Luis Folgueras y Sion com a arquebisbe de Granada. Aquest Concordat pretenia homologar la jurisdicció civil i eclesiàstica nomenant un bisbe per província.
Aquest nou Concordat establia la supressió de diverses diòcesis espanyoles que havien estat creades en èpoques recents a la signatura de l'esmentat Concordat. Aquestes diòcesi es van annexionar als bisbats dels que s'havien escindit, entre elles la diòcesi de San Cristóbal de La Laguna que havia de ser annexionada a la diòcesi de Canàries, com també succeiria en altres parts d'Espanya, un altre exemple del quin va ser el la diòcesi d'Eivissa, la qual es va incloure dins de la diòcesi de Mallorca fins que es va separar de nou d'aquesta en 1949.
No obstant això, contra el que preveu el Concordat, es van seguir nomenant vicaris capitulars i/o administradors apostòlics en comptes de nomenar un bisbe auxiliar, per la qual cosa mai es va realitzar una agregació total a la diòcesi de Canàries. Posteriorment, el Vaticà exigeix que es mantingui una de les diòcesis condemnades a desaparèixer amb la butlla Ad Apostolicam de 1875, per aquest motiu estableix la conservació i restabliment de la diòcesi de Tenerife. Després de diversos intents fallits de nomenament de bisbe, resulta nomenat Don Ildefonso Infante y Macías en 1877.

### En l'actualitat
L'actual bisbe, 13º de la diòcesi de San Cristóbal de La Laguna és Monsenyor Eloy Alberto Santiago Santiago. La diòcesi compta amb aproximadament 892.000 batejats en 2014. A més és la diòcesi canària que compta tant amb més sacerdots (255), com a diaques permanents (6) i parròquies (312).
La diòcesi publica per a les parròquies i esglésies una revista mensual denominada Iglesia Nivariense, amb referències a les celebracions i altres temes de caràcter religiós de Canàries.
El 23 de gener de 2006 un incendi va acabar amb el Palau de la família Salazar y Frías, que fins al moment era la seu episcopal. Era un edifici del segle xvii, encara que fins a finals del XIX no va ser residència del bisbe. El 2009 va ser totalment reconstruït.

## Arxiprestats

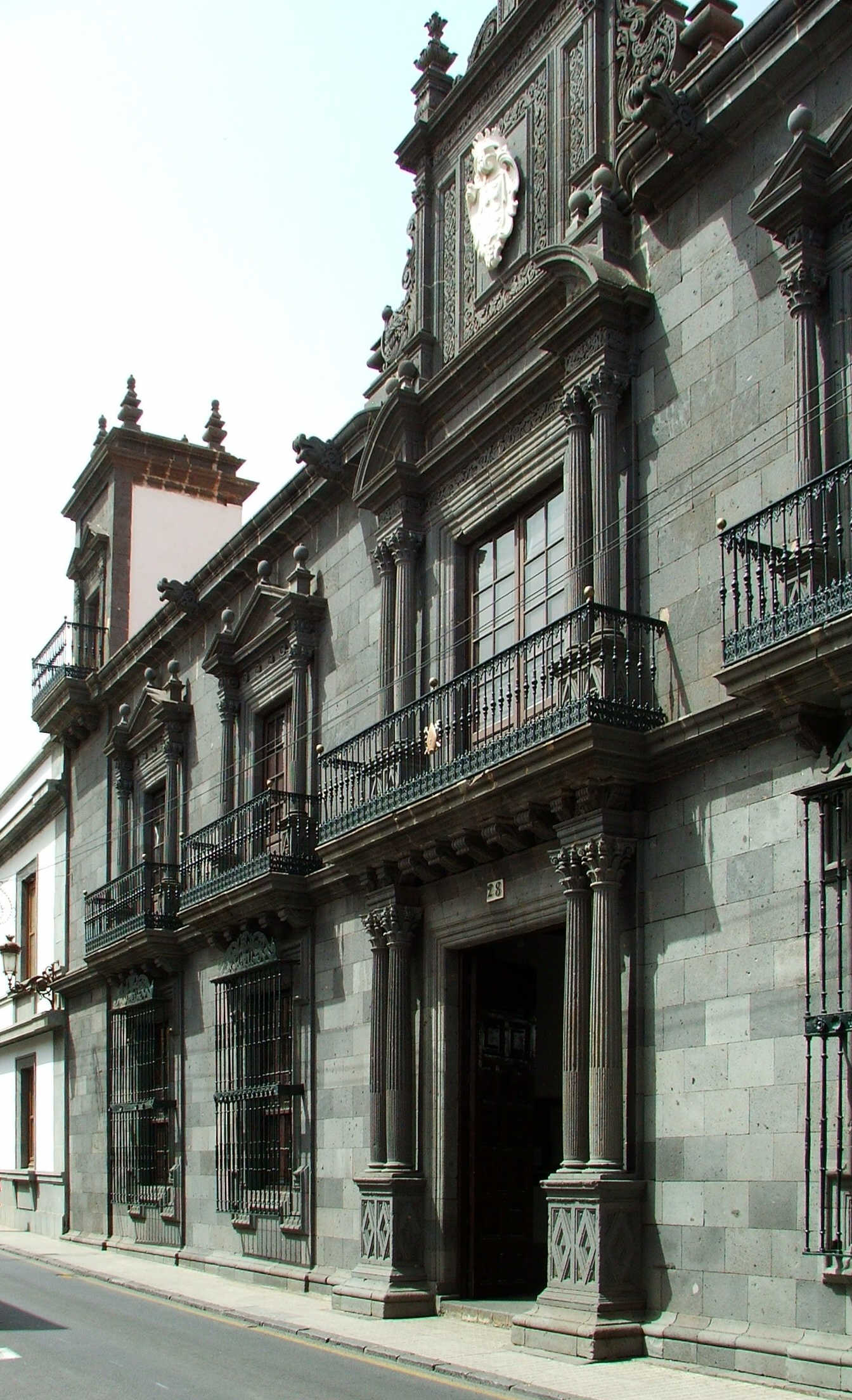
Façana de la Casa Salazar, seu del bisbe.

La diòcesi Nivariense té diversos arxiprestats:
- Arciprestazgo de Icod

- Arciprestazgo de Isora

- Arciprestazgo de El Hierro

- Arciprestazgo de Güímar

- Arciprestazgo de Granadilla

- Arciprestazgo de La Gomera

- Arciprestazgo de La Cuesta

- Arciprestazgo de La Laguna

- Arciprestazgo de La Orotava

- Arciprestazgo de La Salud

- Arciprestazgo de Los Llanos de Aridane

- Arciprestazgo de Ofra

- Arciprestazgo de Taco

- Arciprestazgo de Tacoronte

- Arciprestazgo de Tegueste

- Arciprestazgo de Santa Cruz de La Palma

- Arciprestazgo de Santa Cruz de Tenerife

## Patronatge

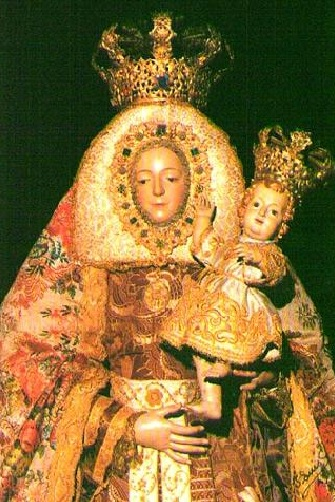
Mare de Déu dels Remeis, patrona de la diòcesi. La imatge es venera a la Catedral de La Laguna.

La patrona de la diòcesi de Sant Cristóbal de La Laguna és la Mare de Déu dels Remeis. Dit patronatge va ser establert pel mateix decret de creació d'aquesta diòcesi en 1819 pel Papa Pius VII. En aquest decret papal s'estableix també com compatronos a sant Ferran III de Castella i santa Elisabet de Portugal. Per la seva banda, la Verge de Candelaria (que es venera també en aquesta diòcesi), és la patrona general de les Illes Canàries.,,,, Sant Cristòfol és el sant titular (però no sant patró) de la diòcesi causa que aquesta porta el nom de la ciutat i, per tant, inclou el nom d'aquest sant.
El patronatge de les illes d'aquesta diòcesi, és el següent:
- Patrona de l'illa de Tenerife: La Nostra Senyora dels Remeis (encara que dit títol és adjudicat popularment a la Verge de Candelaria, qui és la patrona general de les Illes Canàries).
- Patrona de l'illa de La Gomera: La Nostra Senyora de Guadalupe (la històrica patrona de l'illa, va ser la Mare de Déu del Bon Pas, actualment al Perú).
- Patrona de l'illa de La Palma: La Nostra Senyora de les Neus.
- Patrona de l'illa de El Hierro: La Nostra Senyora dels Reis (la històrica patrona de l'illa, era la Immaculada Concepció de la Vila de Valverde).

Igualment hi ha a les illes Sants patrons:
- Sant Miquel Arcàngel (sant patró de les illes de La Palma i Tenerife).
- Sant Sebastià màrtir (patró de La Gomera).
- Sant Agustí d'Hipona (patró de El Hierro).

## Festivitats
El Calendari Litúrgic propi i oficial de la diòcesi, aprovat per la Seu Apostòlica inclou les següents festivitats:
- 2 de febrer: Festivitat de la Verge de Candelaria, patrona de Canàries – Solemnitat.
- 24 d'abril: Festivitat de Sant Pedro Betancur, laic – Festa.
- 9 de juny: Festivitat de Sant José de Anchieta, prevere – Festa.
- 15 de juliol: Festivitat dels Beats Màrtirs de Tazacorte, màrtirs – Memòria obligatòria.
- 27 de juliol: Festivitat de Sant Cristòfol, titular de la diòcesi, màrtir – Solemnitat.
- 6 de setembre: Festivitat de la dedicació de la Catedral de Sant Cristóbal de La Laguna – Solemnitat (a la catedral), Festa (a la diòcesi).

## Sants i Beats de la diòcesi

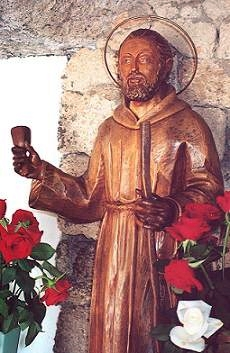
Sant Pedro de San José Betancur.

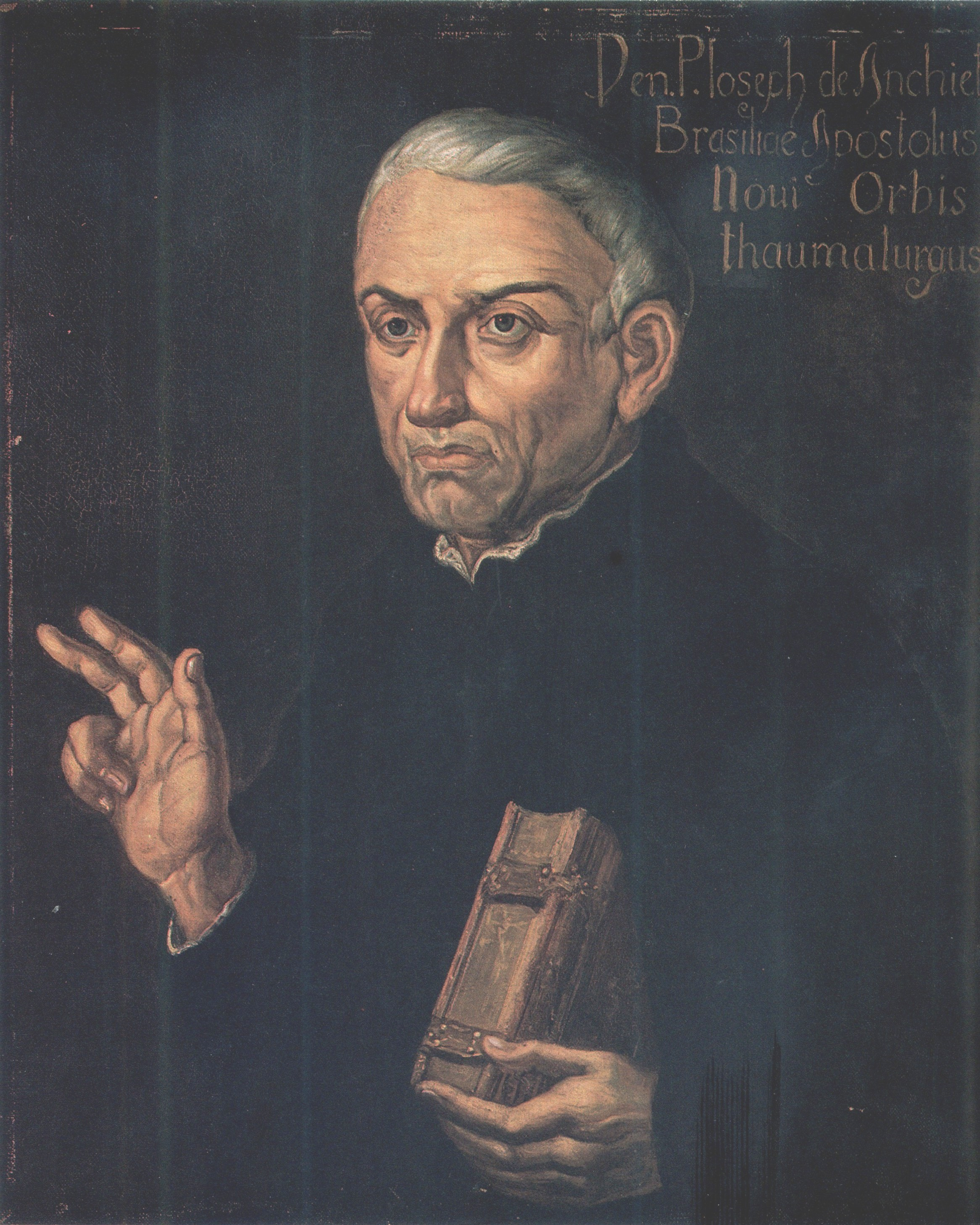
Sant José de Anchieta.

La diòcesi de Tenerife compta amb sants, beats i venerables de gran devoció popular, entre els quals destaquen:
- Sants:
  - Pedro de San José Betancur, (primer sant canari). Vilaflor (Tenerife) - (1626 - 1667). Missioner franciscà i fundador de l'Orde dels Germans de Betlem.
  - José de Anchieta. San Cristóbal de La Laguna (Tenerife) - (1534 - 1597). Sacerdot i missioner jesuïta.

- Beats:
  - Màrtirs de Tazacorte, de diversos llocs de Portugal i Espanya - (morts en 1570). Frares i missioners martiritzats enfront de les costes de La Palma, illa on gaudeixen d'una gran veneració especialment a Tazacorte, encara que pròpiament cap d'ells era natural de Canàries se'ls ha inclòs entre els beats de la diòcesi.
  - José Torres Padilla. San Sebastián de La Gomera (La Gomera) – (1811 - 1878). Religiós.

- Venerables i Servents de Déu:
  - María de León Bello y Delgado. El Sauzal (Tenerife) - (1643 - 1731). Monja dominica i mística.
  - Juan de Jesús. Icod de los Vinos (Tenerife) - (1615 - 1687). Frare franciscà.
  - María de San Antonio Lorenzo y Fuentes. Garachico (Tenerife) - (1665 - 1741). Monja dominica.
  - María Justa de Jesús. La Victoria de Acentejo (Tenerife) - (1667 - 1723). Monja franciscana i mística.